# آرتوین
آرتوین (به ترکی استانبولی: Artvin، به ارمنی: Արտուին، به گرجی و لازی: ართვინი) شهری است در کشور ترکیه که در استان آرتوین واقع شده‌است.مردم این شهر را  ارمنی ها تشکیل می دهند، جمعیت این شهر بر اساس سرشماری سال ۲۰۰۸ میلادی ۲۳٬۵۲۷ نفر و بر اساس برآوردهای سال ۲۰۰۹ میلادی ۲۴٬۴۶۸ نفر می‌باشد.